# San Manuel Chaparrón
San Manuel Chaparrón – miasto w południowo-wschodniej Gwatemali, w departamencie Jalapa, około 40 km na południowy wschód od stolicy departamentu, miasta Jalapa, oraz około 50 km od granicy z Hondurasem. Miasto leży w kotlinie, na wysokości 921 m n.p.m., w górach Sierra Madre de Chiapas. Według danych szacunkowych w 2012 roku liczba ludności miasta wyniosła 3038 mieszkańców.

## Gmina San Manuel Chaparrón
Jest siedzibą władz gminy o tej samej nazwie, która w 2012 roku liczyła 8 708 mieszkańców. Gmina jak na warunki Gwatemali jest mała, a jej powierzchnia obejmuje 123 km². Teren gminy jest pofałdowane choć szczyty na ogół nie przekraczają 1300 m n.p.m.